# 로리콘

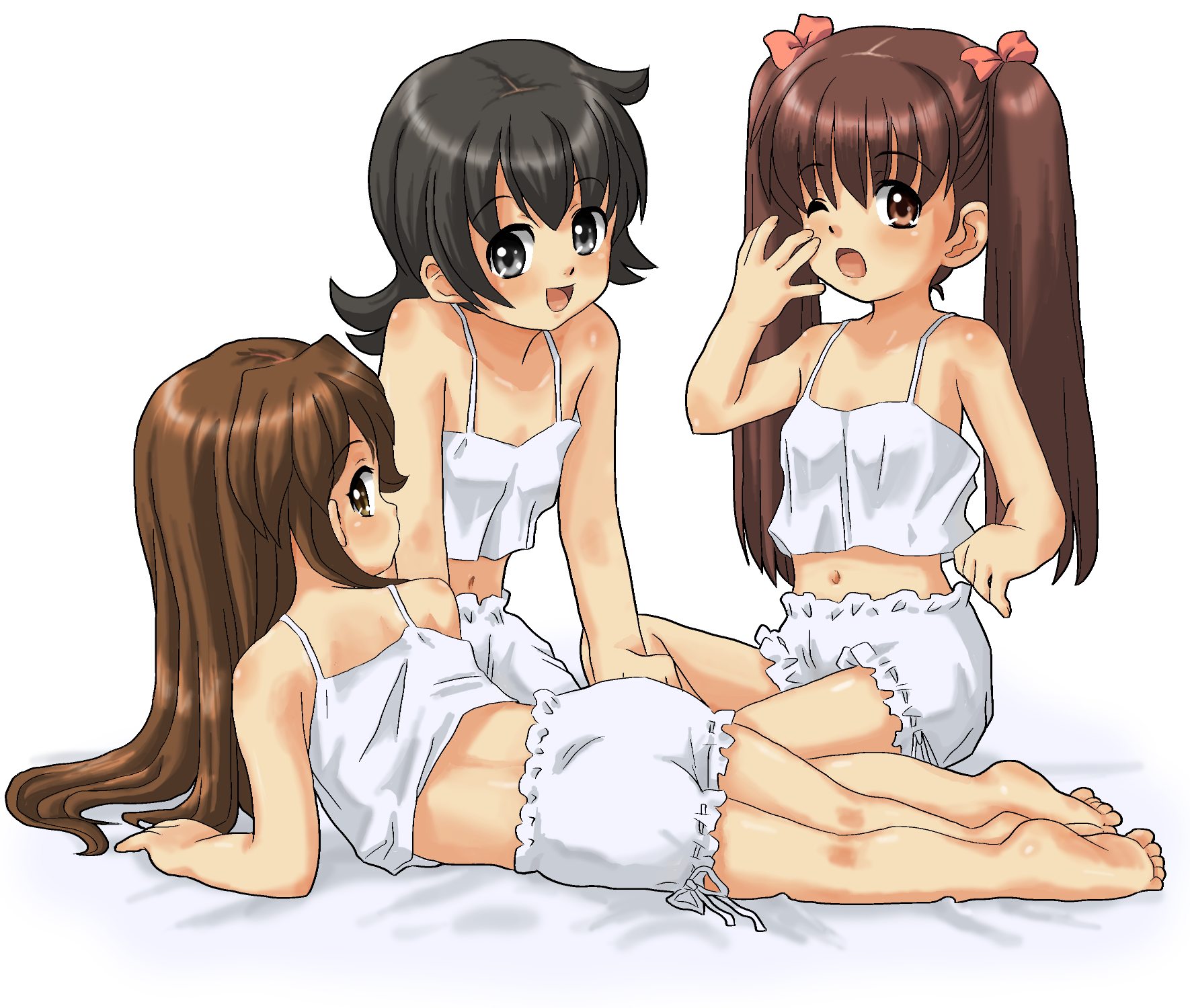
위키페탄의 제작자 Kasuga가 그린 그림

로리콘(일본어: ロリコン, 영어: lolicon)은 (현실 혹의 가공의) 미성년 소녀에 대한 성적인 관심을 의미하는 롤리타 컴플렉스(Lolita complex)의 일본식 줄임말이다. 그러나, 엄밀히 말해 로리타 콤플렉스는 소수의 사람이 가지는 소아성애자를 의미하는 반면 로리콘은 소아성애증 자체를 가리킨다는 차이가 있다.

## 유래
1955년 소설 <롤리타>에서 유래된 용어이다. 그 이야기는 12세 소녀에게 집착하게 된 중년의 소아성애자에 관한 내용이다.

## 개요
성인 대상 로리콘 문화상품들은 제작과정에서 미성년자를 모델로 사용하지 않을 경우는 합법이지만, 실제아동이 등장하는 포르노는 불법이다. 캐나다, 오스트레일리아, 영국따위의 일부국가에 한해서 가상의 아동성애장르를 금지하는 경우도 있어 논란이 되고있다.

## 논란과 비판
로리콘은 성도착증이다. 로리콘 옹호자들은 아동에게 직접적인 피해를 끼치지 않는다고 주장하지만 일부 사람들은 로리콘이 아동을 성적인 대상으로 보도록 유도하면서 아동성학대를 부추길 가능성이 있다고 반대한다. 대체로 오타쿠들이 로리콘이 많다.
캐나다, 호주, 영국에서는 가지고 있는 것만으로도 불법으로 여겨져있지만, 상황에 따라 처벌을 받기도하고 아니기도하다.

## 대한민국에서의 로리콘
대한민국에서 로리콘이라는 단어는 모에(서브컬처) 문화에서의 어린 캐릭터의 선호도가 높은 성향 및 사람들을 말하기도 한다. 로리콘이라는 낱말에 소아성애라는 낱말이 있으나 대체할 용어는 없어 인터넷 상에서 관습적으로 많이 쓰이고, 이는 쇼타콘의 낱말쓰임에서 비슷한 현상이 나타나기도 한다.

## 같이 보기
- 소아성애증
- 쇼타콘
- 롤리타
- 오타쿠
- E-Hentai